# OR6C3
OR6C3 (англ. Olfactory receptor family 6 subfamily C member 3) – білок, який кодується однойменним геном, розташованим у людей на короткому плечі 12-ї хромосоми. Довжина поліпептидного ланцюга білка становить 311 амінокислот, а молекулярна маса — 35 531.
| 10         |  | 20         |  | 30         |  | 40         |  | 50         |
| ---------- |  | ---------- |  | ---------- |  | ---------- |  | ---------- |
| MNHTMVTEFV |  | LLGLSDDPDL |  | QIVIFLFLFI |  | TYILSVTGNL |  | TIITLTFVDS |
| HLQTPMYFFL |  | RNFSFLEISF |  | TTVCIPRFLG |  | AIITRNKTIS |  | YNNCAAQLFF |
| FIFMGVTEFY |  | ILTAMSYDRY |  | VAICKPLHYT |  | SIMNRKLCTL |  | LVLCAWLSGF |
| LTIFPPLMLL |  | LQLDYCASNV |  | IDHFACDYFP |  | LLQLSCSDTW |  | LLEVIGFYFA |
| LVTLLFTLAL |  | VILSYMYIIR |  | TILRIPSASQ |  | RKKAFSTCSS |  | HMIVISISYG |
| SCIFMYANPS |  | AKEKASLTKG |  | IAILNTSVAP |  | MLNPFIYTLR |  | NQQVKQAFKN |
| VVHKVVFYAN |  | Q          |  |            |  |            |  |            |

A: Аланін

C: Цистеїн

D: Аспарагінова кислота

E: Глутамінова кислота

F: Фенілаланін

G: Гліцин

H: Гістидин

I: Ізолейцин

K: Лізин

L: Лейцин

M: Метіонін

N: Аспарагін

P: Пролін

Q: Глутамін

R: Аргінін

S: Серин

T: Треонін

V: Валін

W: Триптофан

Кодований геном білок за функціями належить до рецепторів, g-білокспряжених рецепторів, білків внутрішньоклітинного сигналінгу. 
Локалізований у клітинній мембрані, мембрані.